# Seznam judovskih Američanov
Seznam judovskih Američanov.

## A
Paula Abdul - 
Walter Abish - 
Jack Abramoff - 
Dan Abrams - 
Elliott Abrams - 
M. H. Abrams - 
Jerry E. Abramson - 
Bella Abzug - 
Kathy Acker - 
Gary Ackerman - 
Sheldon Adelson - 
Stella Adler - 
Steven Adler - 
Marv Albert - 
Jason Alexander - 
Nelson Algren - 
Mel Allen - 
Woody Allen - 
Gloria Allred - 
Herb Alpert - 
Morey Amsterdam - 
Broncho Billy Anderson - 
Andy Borowitz - 
Angelyne - 
Walter Annenberg - 
Judd Apatow - 
Avi Arad - 
Diane Arbus - 
Army Archerd - 
Hannah Arendt - 
Adam Arkin - 
Alan Arkin - 
Harold Arlen - 
Tom Arnold (igralec) - 
Darren Aronofsky - 
David Arquette - 
Patricia Arquette - 
Rosanna Arquette - 
Moe Asch - 
Sholem Asch - 
Solomon Asch - 
Isaac Asimov - 
Ed Asner - 
Brad Ausmus - 
Richard Avedon - 
Emanuel Ax - 
Hank Azaria - 

## B
Lauren Bacall - 
Barbara Bach - 
Burt Bacharach - 
Max Baer - 
Ralph Henry Baer - 
Steve Ballmer - 
Simon Bamberger - 
Alex Band - 
Paul Baran - 
Ellen Barkin - 
Roseanne Barr - 
Rona Barrett - 
Gene Barry - 
Todd Barry - 
Peter Bart - 
Harris Barton - 
Bernard Baruch - 
Leonard Baskin - 
Randall Batinkoff - 
Vicki Baum - 
David Belasco - 
Joshua Bell - 
Saul Bellow - 
Richard Belzer - 
Lawrence Bender - 
David Benioff - 
Jack Benny - 
Robby Benson - 
Marisa Berenson - 
Justin Berfield - 
Peter Berg - 
Sandy Berger - 
Elizabeth Berkley - 
Shelley Berkley - 
Milton Berle - 
Irving Berlin - 
Howard Berman - 
Ben Bernanke - 
Corbin Bernsen - 
Carl Bernstein - 
Leonard Bernstein - 
Bruno Bettelheim - 
Gary Bettman - 
Jacqueline Bhabha - 
Craig Bierko - 
Thora Birch - 
Joey Bishop - 
Jack Black (igralec) - 
Michael Ian Black - 
Mr. Blackwell - 
David Blaine - 
Selma Blair - 
Mel Blanc - 
Yasmine Bleeth - 
Wolf Blitzer - 
Felix Bloch - 
Robert Bloch - 
Michael Bloomberg - 
Judy Blume - 
Sidney Blumenthal - 
Steven Bochco - 
Peter Bogdanovich - 
Michael Bolton - 
Daniel J. Boorstin - 
Alex Borstein - 
Rudy Boschwitz - 
Chesa Boudin - 
Kathy Boudin - 
Margaret Bourke-White - 
Caprice Bourret - 
Barbara Boxer - 
Zach Braff - 
Louis Brandeis - 
Michael Brecker - 
Stephen Breyer - 
Jim Brickman - 
Joe Bob Briggs - 
David Brin - 
Sergey Brin - 
Matthew Broderick - 
Adam Brody - 
Adrien Brody - 
Albert Brooks - 
James L. Brooks - 
Joyce Brothers - 
Aaron Brown - 
Harold Brown (politik) - 
Larry Brown - 
Lenny Bruce - 
Jerry Bruckheimer - 
Brooke Burke - 
Allan Burns - 
George Burns - 
Red Buttons -

## C
James Caan - 
Susan Cabot - 
Sid Caesar - 
Dyan Cannon - 
Eddie Cantor - 
Eric Cantor - 
Robert Capa - 
Kate Capshaw - 
Benjamin N. Cardozo - 
Kitty Carlisle Hart - 
Vanessa Carlton - 
Robert Carmine - 
Jonathan Carroll - 
Aaron Carter - 
Nick Carter (pevec) - 
Phoebe Cates - 
Michael Chabon - 
Jeff Chandler (igralec) - 
Charles Birger - 
Josh Charles - 
Michael Chertoff - 
Noam Chomsky - 
Connie Chung - 
Jill Clayburgh - 
Lee J. Cobb - 
Abby Joseph Cohen - 
Claudia Cohen - 
Rob Cohen - 
Scott Cohen - 
Wilbur J. Cohen - 
Norm Coleman - 
Jennifer Connelly - 
Harry Connick mlajši - 
Robert Conrad - 
Aaron Copland - 
David Copperfield (iluzionist) - 
Howard Cosell - 
Katie Couric - 
Billy Crystal - 
Mark Cuban - 
George Cukor - 
Jamie Lee Curtis - 
Tony Curtis - 

## D
Rodney Dangerfield - 
Joe Dassin - 
Jules Dassin - 
Dave Samuels - 
Marcia Davenport - 
Larry David - 
Avram Davidson - 
William Davidson - 
Dear Abby - 
Michael Dell - 
Robert Denning - 
John M. Deutch - 
Jamie-Lynn DiScala - 
Michael Diamond - 
Barry Diller - 
Don Hewitt - 
Stanley Donen - 
Stephen Dorff - 
Kirk Douglas - 
Melvyn Douglas - 
Michael Douglas - 
Robert Downey starejši - 
Robert Downey mlajši - 
Fran Drescher - 
Richard Dreyfuss - 
David Duchovny - 
Adam Duritz - 
Bob Dylan

## E
Fred Ebb - 
Albert Einstein - 
Jesse Eisenberg - 
Michael Eisner - 
Danny Elfman - 
Harlan Ellison - 
Ari Emanuel - 
Rahm Emanuel - 
Eliot L. Engel - 
Evan and Jaron - 
Robert Evans (filmski producer)

## F
Douglas Fairbanks starejši - 
Peter Falk - 
Perry Farrell - 
Anthony Fedorov - 
Russ Feingold - 
Dianne Feinstein - 
Douglas Feith - 
Tovah Feldshuh - 
Jay Fiedler - 
Doctor Fink - 
William Finn - 
Carrie Fisher - 
Eddie Fisher (pevec) - 
Joely Fisher - 
Heidi Fleiss - 
Jonathan Safran Foer - 
Naomi Foner Gyllenhaal - 
Harrison Ford - 
Miloš Forman - 
Abe Fortas - 
William Fox (producent) - 
Abraham Foxman - 
James Franco - 
Lawrence Frank - 
John Frankenheimer - 
Felix Frankfurter - 
William Friedkin - 
Benny Friedman - 
Kinky Friedman - 
Fred W. Friendly - 
Martin Frost - 
Soleil Moon Frye - 
Samuel Fuller - 
Diane von Furstenberg

## G
Kenny G - 
Milt Gabler - 
Zsa Zsa Gabor - 
John Garfield - 
Marcia Mitzman Gaven - 
David Geffen - 
Sarah Michelle Gellar - 
Galen Gering - 
Gina Gershon - 
George Gershwin - 
Kathie Lee Gifford - 
David Gilbert - 
Melissa Gilbert - 
Benjamin A. Gilman - 
Ruth Bader Ginsburg - 
Philip Glass - 
Alma Gluck - 
Paulette Goddard - 
Elon Gold - 
Arthur Joseph Goldberg - 
Bernard Goldberg - 
Bill Goldberg - 
Leonard Goldberg - 
Rube Goldberg - 
Jeff Goldblum - 
William Goldman - 
Richard Goldschmidt - 
Jerry Goldsmith - 
Samuel Goldwyn mlajši - 
Samuel Goldwyn - 
Andrew Goodman - 
Oscar Goodman - 
Joseph Gordon-Levitt - 
Joe Gould - 
Bill Gradison - 
Lee Grant - 
Brian Grazer - 
Adolph Green - 
Comden and Green - 
Shawn Green - 
Adam Greenberg - 
Bryan Greenberg - 
Hank Greenberg - 
Jay Greenberg - 
Shecky Greene - 
Alan Greenspan - 
Josh Groban - 
Lizzie Grubman - 
Christopher Guest - 
Adam Guettel - 
Arlo Guthrie - 
Steve Guttenberg - 
Jake Gyllenhaal - 
Maggie Gyllenhaal

## H
Jeff Halpern - 
Luke Halpin - 
Oscar Hammerstein I. - 
Oscar Hammerstein II. - 
Rob Hand - 
Mary Hart - 
Moss Hart - 
Lindsay Hartley - 
Goldie Hawn - 
Edith Head - 
Anna Held - 
Joseph Heller - 
Lillian Hellman - 
Seymour Hersh - 
Barbara Hershey - 
Susannah Heschel - 
Aaron Himelstein - 
Abraham Hirschfeld - 
Dustin Hoffman - 
Ken Holtzman - 
James Horner - 
Adam Horovitz - 
Harry Houdini - 
John Houseman - 
Sidney Howard - 
Michael Horowitz - 
Kate Hudson - 
Oliver Hudson - 
Tab Hunter

## I
Scott Ian - 
Amy Irving - 

## J
Sam Jaffe (producer) - 
Sam Jaffe (igralec) - 
Byron Janis - 
Billy Joel - 
Scarlett Johansson - 
Spike Jonze - 
Julius Lederer - 

## K
Daryn Kagan - 
Florence Prag Kahn - 
Louis Kahn - 
Madeline Kahn - 
Roberta Kalechofsky - 
John Kander - 
Gil Kane - 
Justin Kaplan - 
Gabe Kapler - 
Chris Kattan - 
Mel Karmazin - 
Lawrence Kasdan - 
Jeffrey Katzenberg - 
Henry Kaufman - 
Charlie Kaufman - 
Julie Kavner - 
Danny Kaye - 
Harvey Keitel - 
Catherine Kellner - 
Hans Kelsen - 
Larry King - 
Jack Kirby - 
Kevin Kline - 
Leon Klinghoffer - 
Ed Koch - 
Edith Konecky - 
Ted Koppel - 
Erich Wolfgang Korngold - 
Tony Kornheiser - 
Yaphet Kotto - 
Sandy Koufax - 
Dave Koz - 
Stanley Kramer - 
Judith Krantz - 
Michael Krasny (voditelj) - 
Lenny Kravitz - 
Lenny Krayzelburg - 
Aaron Krickstein - 
Bill Kristol - 
Stanley Kubrick - 
Lawrence Kudlow - 
Lisa Kudrow - 
Mila Kunis - 
Tony Kushner - 

## L
Fiorello H. LaGuardia - 
Hedy Lamarr - 
Adam Lamberg - 
Martin Landau - 
Eric Lander - 
Ann Landers - 
Michael Landon - 
Karl Landsteiner - 
Sherry Lansing - 
Meyer Lansky - 
Tom Lantos - 
Matt Lauer - 
Ralph Lauren - 
Arthur Laurents - 
Piper Laurie - 
Frank Lautenberg - 
Emma Lazarus - 
Stan Lee - 
Annie Leibovitz - 
Jennifer Jason Leigh - 
Mitch Leigh - 
Carl Levin - 
Mark Levin - 
Sander M. Levin - 
Adam Levine - 
Barry Levinson - 
Monica Lewinsky - 
Jerry Lewis - 
Richard Lewis (komik) - 
Jason Lezak - 
Dave Lieberman - 
Joe Lieberman - 
Mike Lieberthal - 
Linda Lingle - 
Alex D. Linz - 
Jonathan Lipnicki - 
James Lipton - 
Peggy Lipton - 
Lisa Loeb - 
Gerard Louis-Dreyfus - 
Julia Louis-Dreyfus - 
Courtney Love - 
Siegmund Lubin - 
Sidney Luft - 
Joan Lunden - 
Natasha Lyonne - 

## M
Bill Maher - 
Norman Mailer - 
Bernard Malamud - 
Leonard Maltin - 
David Mamet - 
Melissa Manchester - 
Camryn Manheim - 
Barry Manilow - 
Herman J. Mankiewicz - 
Joseph L. Mankiewicz - 
Herbie Mann - 
Michael Mann (filmski režiser) - 
Cindy Margolis - 
Marc Maron - 
Jason Marquis - 
Tony Martin (pevec) - 
Jeff Marx - 
Richard Marx - 
Marlee Matlin - 
Walter Matthau - 
John Mayer - 
Louis B. Mayer - 
Debi Mazar - 
Linda McCartney - 
Michael Medved - 
Idina Menzel - 
Ben Mezrich - 
Bette Midler - 
Sylvia Miles - 
Arthur Miller - 
Andrea Mitchell - 
Robert M. Morgenthau - 
Errol Morris - 
Rob Morrow - 
Paul Muni - 
Bess Myerson -

## N
Ned Eisenberg - 
Tim Blake Nelson - 
Alfred Newman - 
Paul Newman - 
Randy Newman - 
Thomas Newman - 
Mike Nichols - 
Leonard Nimoy - 
Mordecai Manuel Noah - 
Aryeh Nusbacher - 

## O
Logan O'Brien - 
Igor Olshansky - 
Frank Oppenheimer - 
Julius Robert Oppenheimer - 
Suze Orman - 
Michael Ovitz - 
Cynthia Ozick -

## P
Gwyneth Paltrow - 
Dorothy Parker - 
Sarah Jessica Parker - 
Louella Parsons - 
Mandy Patinkin - 
Tera Patrick - 
Amanda Peet - 
Harvey Pekar - 
Chris Penn - 
Michael Penn - 
Sean Penn - 
Ronald Perelman - 
Stephen Perkins - 
Joaquin Phoenix - 
Phranc - 
Gregory Goodwin Pincus - 
Pink (glasbenica) - 
Daniel Pipes - 
Suzanne Pleshette - 
Abraham Polonsky - 
Natalie Portman - 
Maury Povich - 
Otto Preminger - 
Laura Prepon - 
Morgan Pressel - 
Freddie Prinze - 
Freddie Prinze mlajši - 
Joseph Pulitzer - 

## R
Gilda Radner - 
Sam Raimi - 
Harold Ramis - 
Joey Ramone - 
Ayn Rand - 
Tony Randall - 
Sally Jessy Raphaël - 
Leo Frederick Rayfiel - 
Sumner Redstone - 
Lou Reed - 
Nikki Reed - 
Harry Reems - 
Wilhelm Reich - 
Carl Reiner - 
Leah Remini - 
David Remnick - 
Judith Resnik - 
Tommy Rettig - 
Simon Rex - 
Abraham A. Ribicoff - 
Don Rickles - 
Ricky Jay - 
Geraldo Rivera - 
Joan Rivers - 
Bobby »Z« Rivkin - 
Doris Roberts - 
Tanya Roberts - 
Abraham Robinson - 
Edward G. Robinson - 
Richard Rodgers - 
Sigmund Romberg - 
Michael Rosenbaum - 
Daniel Rosenfeld - 
Barney Ross - 
Rick Ross - 
Emmy Rossum - 
Henry Roth - 
Joe Roth - 
Philip Roth - 
Jerry Rubin - 
Rick Rubin - 
Paul Rudd - 
David O. Russell - 
Joseph Ruttenberg - 
Winona Ryder - 

## S
Jeffrey Sachs - 
Katey Sagal - 
Carl Sagan - 
Sage Rosenfels - 
Jill St. John - 
J. D. Salinger - 
Francis Salvador - 
Pete Sampras - 
Adam Sandler - 
David Sarnoff - 
Ben Savage - 
Fred Savage - 
Jessica Savitch - 
Natalie Schafer - 
Barry Scheck - 
Adam Schlesinger - 
Laura Schlessinger - 
Debbie Schlussel - 
Jan Schneider - 
Liev Schreiber - 
B.P. Schulberg - 
Howard Schultz - 
Charles Schumer - 
Josh Schwartz - 
Morris Schwartz - 
Jason Schwartzman - 
John Schwartzman - 
Michael Schwerner - 
David Schwimmer - 
Neil Sedaka - 
Kyra Sedgwick - 
George Segal - 
Jerry Seinfeld - 
Bud Selig - 
David O. Selznick - 
Jane Seymour (igralka) - 
Artie Shaw - 
William Shawn - 
Ally Sheedy - 
Judith Sheindlin - 
Dinah Shore - 
Michael Showalter - 
Shyne - 
Sylvia Sidney - 
Eli Siegel - 
Joel Silver - 
Sarah Silverman - 
Phil Silvers - 
Shel Silverstein - 
Alicia Silverstone - 
Gene Simmons - 
Neil Simon - 
Paul Simon - 
Bryan Singer - 
Isaac Bashevis Singer - 
Gene Siskel - 
Jaclyn Smith - 
Leelee Sobieski - 
Jill Soloway - 
Stephen Sondheim - 
Aaron Sorkin - 
Arlen Specter - 
Regina Spektor - 
Aaron Spelling - 
Tori Spelling -
Steven Spielberg - 
Brent Spiner - 
Eliot Spitzer - 
Jerry Springer - 
Nancy Spungen - 
Danielle Steel - 
Ben Stein - 
Saul Steinberg - 
Gloria Steinem - 
Adam Stern - 
David Stern - 
Gerald Stern - 
Howard Stern - 
Steve Bond - 
Jon Stewart - 
Ben Stiller - 
Jerry Stiller - 
R. L. Stine - 
I. F. Stone - 
Matt Stone - 
Oliver Stone - 
Scott Storch - 
Lee Strasberg - 
Levi Strauss - 
Sylvia Straus - 
Barbra Streisand - 
Jule Styne - 
Jacqueline Susann - 

## T
Jeffrey Tambor -
Evan Taubenfeld -
Jonathan Taylor Thomas - 
Michael Tilson Thomas - 
Mike Todd - 
Frances Townsend - 
Michelle Trachtenberg - 
Calvin Trillin - 
Harry Turtledove -

## U
Ricky Ullman - 
Leon Uris - 

## V
Chris Van Allsburg - 
Michael Vartan - 
Andrew Viterbi - 
Rich Vos - 

## W
Ayelet Waldman - 
Silda Wall - 
Mike Wallace (novinar) - 
Eli Wallach - 
Jessica Walter - 
Barbara Walters - 
Sam Wanamaker - 
Walter Wanger - 
Joseph Wapner - 
Harry Warner - 
Jack Warner - 
Sam Warner - 
Lesley Ann Warren - 
Lew Wasserman - 
Wendy Wasserstein - 
Ruby Wax - 
Franz Waxman - 
Harvey Weinstein - 
David N. Weiss - 
Michael T. Weiss - 
Mel Welles - 
Jann Wenner - 
Mae West - 
Ruth Westheimer - 
Leslie Wexner - 
Leon Wieseltier - 
Billy Wilder - 
Brad Wilk - 
William S. Paley - 
Debra Winger - 
Mare Winningham - 
Shelley Winters - 
Edward Witten - 
Scott Wolf - 
Paul Wolfowitz - 
Louis Wolheim - 
Evan Rachel Wood - 
Herman Wouk - 
Robert Wuhl - 
Ron Wyden - 
Steve Wynn (razvijalec) - 

## Y
Rosalyn Sussman Yalow - 
Peter Yarrow - 
Adam Yauch - 
Kevin Youkilis - 

## Z
Warren Zevon - 
Florenz Ziegfeld - 
Ron Ziegler - 
Nikki Schieler Ziering - 
Efrem Zimbalist - 
Howard Zinn - 
Fred Zinnemann - 
Ethan Zohn - 
John Zorn - 
Jeff Zucker - 
David Zucker - 
Mark Zuckerberg - 
Mortimer Zuckerman - 
Adolph Zukor - 
Edward Zwick -